# Укуренные: Недетский мульт
«Укуренные: Недетский мульт» (англ. Cheech & Chong's Animated Movie) — американский комедийный мультипликационный фильм 2013 года дуэта комиков Чич и Чонг. Это их первая полнометражная работа со времён выхода фильма «Корсиканские братья» в 1984 году. Мультфильм вышел 18 апреля 2013 года, а 23 апреля на DVD и Blu-ray. 9 апреля 2013 года вышел саундтрек к фильму.

## Сюжет
В мультфильме нет общего центрального сюжета. Фильм состоит из старых и новых скетчей, которые плавно перетекают один в другой.
Фильм начинается с того, что Чонг стоит на обочине дороги и ловит попутку. Чич проезжает мимо на автомобиле. Он останавливается, чтобы подобрать этого чувака и угощает косяком. Новоиспечённые друзья отправляются в кинотеатр под открытым небом, где долго не могут найти хорошее место, а затем решают задачу с открытием багажника из которого кто-то кричит.
Далее рассказывается история из жизни собак Ральфа и Херби, а тем временем Чич приходит в гости к Чонгу, который смотрит «фильм про индейцев». Они вместе начинают смотреть ящик, сначала фильм про нацистов, а затем различные телешоу. Потом мы узнаём историю еврейского мальчика и его большого носа и курительных фильтров.
Теперь уже Чонг приходит в гости к Чичу. Он решает устроить розыгрыш и представляется полицейским, Чич в ужасе смывает всю «дурь» в унитаз. Местная газета сообщает историю об американских солдатах в Афганистане, которые отправились уничтожать конопляное поле. Следом идёт история о приключении наркомана в суде.
Чич приходит в гости к Чонгу, а поскольку кругом рыщут копы он представляется кодовым именем «Дейв». Чонг не помнит про эти имена и множество раз повторяет, что «Дейва здесь нет». В это время по телевизору идёт программа о музыкальной индустрии.
Чонг ждёт покупателя для своей «дури», а Чич заказывает песню на радио для своих друзей в тюрьме. Неожиданно оказывается, что Чонгу нужно срочно отойти и Чич соглашается покараулить его покупателя, которым оказывается переодетый коп. Затем идут скетчи о монахине учительнице, сержанте Стеданко и заканчивается всё исполнением песни «Earache My Eye».
На протяжении всего мультфильма лобковая вошь, которую очень привлекает запах конопли исходящий от Чонга, пытается присосаться к его макушке.

## В ролях
- Чич Марин — Чич (и множество других персонажей)
- Томми Чонг — Чонг (и множество других персонажей)